# Vanessa Winship
Vanessa Winship (1960) est une photographe anglaise qui vit à Londres et à Istanbul.
Membre de l'Agence VU

## Biographie
Après des études en cinéma et photographie à la Westminster University (Polytechnic of Central London), Vanessa Winship commence par enseigner la photographie puis travaille pour le National Science Museum de Londres. Elle devient ensuite photographe indépendante, travaillant à la fois dans son pays et à l’étranger. En 1998, elle obtient le premier Prix dans la catégorie « Arts » du World Press Photo. L’année suivante, elle entame un travail au long cours sur les Balkans et reçoit la mention honorable du prix Oskar-Barnack pour son sujet Albanian landscape en 2003. 
Outre ses expositions et livres, les photographies de Vanessa Winship sont publiées dans de nombreux journaux et revues, telles Polka Magazine.

## Prix et récompenses
- 2011, Prix Henri-Cartier-Bresson, France[1]
- 2010, Prix Discoveries PhotoEspana Brugal Extra Viejo, Espagne
- 2008, Godfrey Argent Prize, Sweet Nothings, National Portrait Gallery (Royaume-Uni)
- 2008, World Press Photo, (1er Prix, portrait stories)
- 2008, Sony World Photography Awards
- 2008, prix littéraire d'Orvetie, Italie
- 2008, finaliste pour le prix Oskar-Barnack
- 2003, mention honorable au prix Oskar-Barnack
- 1998, World Press Photo, (1er Prix, Arts Category Stories)

## Expositions
- 2009, Host Gallery, Londres
- 2008, 
  - Photographers Gallery, Londres
  - National Portrait Gallery
  - Tops International festival, Shanyang, Chine
  - Charlottesville
  - Mois de la photographie, Athènes
  - Rencontres d'Arles, invitée à exposer par Christian Lacroix
  - Festival De Mer, Vannes

## Publications
- (en) Sweet Nothings aux éditions Images En Manœuvres and Foto8, 2008
- Schwarzes Meer éditions  Mare, 2007